# 贡唐仓活佛
贡唐仓活佛（藏語：གུང་ཐང་ཚང་རིན་པོ་ཆེ་，威利转写：gung thang tshang rin po che）清朝封为呼图克图，称贡唐呼图克图；中华民国时期续封呼图克图，仍称贡唐呼图克图；中华人民共和国时期，称贡唐仓活佛。藏传佛教格鲁派活佛，驻锡拉卜楞寺，为甘肃拉卜楞寺四大赛赤之首（其余三大为萨木察仓、霍尔藏仓、德哇仓）。

## 历世贡唐仓活佛
| 世代   | 生卒年         | 中文姓名                 |
| ------ | -------------- | ------------------------ |
| 第一世 | 1648年－1724年 | 根登彭措                 |
| 第二世 | 1727年－1759年 | 贡唐仓·俄昂丹贝坚参      |
| 第三世 | 1762年－1823年 | 贡唐仓·贡却丹贝仲美      |
| 第四世 | 1824年－1859年 | 贡唐仓·贡却丹贝嘉措      |
| 第五世 | 1860年－1925年 | 贡唐仓·嘉样丹贝尼玛      |
| 第六世 | 1926年－2000年 | 贡唐仓·久美丹贝旺旭      |
| 第七世 | 2002年－       | 贡唐仓·洛桑格来·丹贝堪虔 |